# Трошељи
Трошељи су насељено мјесто на подручју града Градишка, Република Српска, БиХ. Према попису становништва из 1991. у насељу је живјело 550 становника.

## Становништво
| Националност       | 1991.        | 1981.        | 1971.        |
| Срби               | 516 (93,81%) | 567 (96,26%) | 579 (95,23%) |
| Хрвати             | 12 (2,18%)   | 12 (2,03%)   | 15 (2,46%)   |
| Муслимани          |              | 1 (0,16%)    |              |
| Југословени        | 20 (3,63%)   | 3 (0,50%)    | 5 (0,82%)    |
| остали и непознато | 2 (0,36%)    | 6 (1,01%)    | 9 (1,48%)    |
| Укупно             | 550          | 589          | 608          |

| Демографија | Демографија | Демографија |
| Година      | Становника  | Становника  |
| ----------- | ----------- | ----------- |
| 1961.       | 613         |             |
| 1971.       | 608         |             |
| 1981.       | 589         |             |
| 1991.       | 550         |             |

## Познате особе
- Мирко Станетић, српски универзитетски професор и доктор медицинских наука